# Tobias Santelmann
Tobias Santelmann (Freiburg im Breisgau, 8 augustus 1980) is een in Duitsland geboren Noorse acteur.

## Biografie
Santelmann werd geboren in Freiburg im Breisgau, en op eenjarige leeftijd emigreerde hij met zijn familie naar Noorwegen. Hij groeide op in Lindesnes, en op zestienjarige leeftijd verhuisde hij naar Oslo. In 2006 studeerde Santelmann af aan de Kunsthøgskolen i Oslo in Oslo, en sinds zijn afstuderen is hij betrokken bij het theater van Oslo. 
Santelmann begon in 2010 met acteren voor televisie in de film Varg Veum - Skriften på veggen, waarna hij nog meerdere rollen speelde in films en televisieseries. Zo speelde hij in onder andere Kon-Tiki (2012), Hercules (2014) en Frikjent (2015-2016). 

## Filmografie

### Films
Uitgezonderd korte films.
- 2024 Havnaa - als Erling
- 2024 Tre menn til Vilma - als Ivar
- 2023 Konvoi - als Mørk
- 2022 Helt super - als vader / Super Lion
- 2019 Kaptein Sabeltann og den magiske diamant - als Langemann (stem)
- 2019 The Love Europe Project - als echtgenoot
- 2019 Ut og stjæle hester - als vader van Trond
- 2018 Mordene i Kongo - als Tjostolv Moland
- 2016 Det som en gang var - als Tobias
- 2015 Point Break - als Chowder
- 2014 Hercules - als Rhesus
- 2014 Kraftidioten - als Finn Heimdahl
- 2013 Jeg er din - als Dirk
- 2013 Jag etter vind - als Håvard
- 2012 Flukt - als Arvid
- 2012 Kon-Tiki - als Knut Haugland
- 2010 Varg Veum - Skriften på veggen - als Stian Brandt

### Televisieseries
Uitgezonderd eenmalige gastrollen.
- 2024 Veronika - als Tomas - 8 afl.
- 2023 Festning Norge - als Grieg Amund Heyerdahl - 7 afl.
- 2021-2023 Den som dræber - Fanget af mørket - als Peter Vinge - 9 afl.
- 2019-2023 Exit - als Henrik Kranz - 25 afl.
- 2019-2022 Beforeigners - als Olav Haraldsson - 8 afl.
- 2021 Utmark - als Finn - 3 afl.
- 2020 Atlantic Crossing - als kroonprins Olav - 8 afl.
- 2015-2018 The Last Kingdom - als Ragnar the Younger - 13 afl.
- 2017 Grenseland - als Nikolai - 8 afl.
- 2015-2016 Frikjent - als Erik Nilsen - 18 afl.
- 2016 Marcella - als Yann Hall - 8 afl.
- 2015 Kampen om tungtvannet - als Joachim Rønneberg - 6 afl.
- 2014 Øyevitne - als Lars
- 2011 Stikk - als Georg - 6 afl.
- 2010 Hvaler - als Ole Marius Aronsen - 9 afl.

- Bibsys: 12006084
- Biblioteca Nacional de España: XX5407213
- Gemeinsame Normdatei: 1066505632
- International Standard Name Identifier: 0000 0004 0957 502X
- Library of Congress Control Number: no2013097614
- Nationale Bibliotheek van Tsjechië: xx0263344
- Nederlandse Thesaurus van Auteursnamen: 430492340
- Système universitaire de documentation: 200372939
- Virtual International Authority File: 303585783
- WorldCat: E39PBJrWFTwm4PtKg9wMd9BXVC